# Aspilia espinhacensis
Aspilia espinhacensis là một loài thực vật có hoa trong họ Cúc. Loài này được J.U.Santos mô tả khoa học đầu tiên năm 1987.